# Алвіту
Алві́ту (порт. Alvito; МФА: [aɫ.ˈvi.tu]) — муніципалітет і містечко в Португалії, в окрузі Бежа. Розташований у центрально-південній частині країни, на теренах історичної португальської провінції Алентежу. Належить до Безької діоцезії Католицької церкви в Португалії. Права міського самоврядування має з 1280 року. Поділяється на 2 парафії. За адміністративним поділом, чинним до 1976 року, був складовою провінції Нижнє Алентежу. Площа муніципалітету — 264,85 км², населення муніципалітету — 2504 ос. (2011); густота населення — 9,45 осіб/км²
. Патрон — Діва Марія. Святковий день муніципалітету — 1-й четвер після Вознесіння. Поштовий індекс — 7920.  Код місцевої адміністративної одиниці — 0203. Складова статистичного регіону Алентежу.

## Географія
Алвіту розташоване на півдні Португалії, на півночі округу Бежа.
Містечко розташоване за 30 км на північ від міста Бежа, на березі річки Одівелаш (притока річки Саду). Станція на залізничній лінії Лісабон — Бежа. Відстань до Лісабона — 112 км, до Бежі — 30 км.
Алвіту межує на півночі з муніципалітетом Віана-ду-Алентежу, на сході — з муніципалітетом Куба, на півдні — з муніципалітетом Феррейра-ду-Алентежу, на заході — з муніципалітетом Алкасер-ду-Сал.

### Клімат
| Клімат Алвіту           | Клімат Алвіту | Клімат Алвіту | Клімат Алвіту | Клімат Алвіту | Клімат Алвіту | Клімат Алвіту | Клімат Алвіту | Клімат Алвіту | Клімат Алвіту | Клімат Алвіту | Клімат Алвіту | Клімат Алвіту | Клімат Алвіту |
| Показник                | Січ.          | Лют.          | Бер.          | Квіт.         | Трав.         | Черв.         | Лип.          | Серп.         | Вер.          | Жовт.         | Лист.         | Груд.         | Рік           |
| Середній максимум, °C   | 13,9          | 15,1          | 18,1          | 19,8          | 23,4          | 28,5          | 32,7          | 32,6          | 29,3          | 23,2          | 18,1          | 14,7          | 22,4          |
| Середня температура, °C | 9,6           | 10,5          | 12,4          | 14,0          | 16,8          | 20,9          | 24,1          | 24,2          | 22,2          | 17,7          | 13,5          | 10,8          | 16,4          |
| Середній мінімум, °C    | 5,3           | 6,0           | 6,8           | 8,2           | 10,2          | 13,3          | 15,5          | 15,8          | 15,1          | 12,3          | 9,0           | 6,8           | 10,4          |
| Днів з опадами          | 8             | 8             | 6             | 7             | 6             | 2             | 0             | 0             | 2             | 6             | 7             | 10            | 62            |
| ----------------------- | ------------- | ------------- | ------------- | ------------- | ------------- | ------------- | ------------- | ------------- | ------------- | ------------- | ------------- | ------------- | ------------- |
| Джерело: www.yr.no      |               |               |               |               |               |               |               |               |               |               |               |               |               |

## Історія
1280 року португальський король Дініш надав Алвіту форал, яким визнав за поселенням статус містечка та муніципальні самоврядні права.

## Пам'ятки
- замок Алвіто, перебудований в 1494 — 1504 роках (зараз в ньому розташований готель-Пузаду)
- готична церква XV століття Матріз де Алвіто.[2]

## Населення
| 1960  | 1970  | 1981  | 1991  | 2001  | 2011  |
| 2 850 | 3 465 | 2 968 | 2 650 | 2 688 | 2 504 |

## Парафії
- Алвіту
- Віла-Нова-да-Баронія